# Accord de libre-échange entre les États-Unis et le Panama
L'accord de libre-échange entre les États-Unis et le Panama est un accord de libre-échange, entré en application en octobre 2012, entre les États-Unis et le Panama. Il est approuvé par le Congrès américain en octobre 2011. Le congrès américain a notamment exigé une renégociation des accords pour intégrer des questions sur le droit du travail et sur le droit de l'environnement.